# Hafragilsfoss
Hafragilsfoss – wodospad w północnej Islandii na rzece Jökulsá á Fjöllum, położony dwa kilometry poniżej wodospadu Dettifoss. 
Wzdłuż rzeki prowadzi oznakowany szlak turystyczny, można również dojechać samochodem do punktu widokowego drogą szutrową numer 864. 